# 入善警察署
入善警察署（にゅうぜんけいさつしょ）は、富山県警察が管轄する警察署の一つである。識別章所属表示はNZ。

## 所在地
- 富山県下新川郡入善町椚山1385番地

## 管轄区域
- 下新川郡
  - 入善町
  - 朝日町

## 組織
※順不同
- 署長(警視)
- 次長兼警務課長兼警備課長兼会計課長(警部)
  - 警務課
    - 警務係、県民相談係

  - 警備課
    - 警備係

  - 会計課
    - 会計係
- 地域交通課
  - 地域総務係、自動車警ら係、企画送致係、指導係、事故捜査係
- 刑事生活安全課
  - 庶務係、生活安全係、刑事係、鑑識係

## 交番

### 朝日町
- 朝日町交番（下新川郡朝日町平柳1237）

## 警察官駐在所

### 入善町
- 飯野警察官駐在所（下新川郡入善町東狐289-2）
- 青木警察官駐在所（下新川郡入善町青木243-1）
- 横山警察官駐在所（下新川郡入善町横山630-1）
- 新屋警察官駐在所（下新川郡入善町新屋2335）
- 舟見警察官駐在所（下新川郡入善町舟見1593-1）

### 朝日町
- 山崎警察官駐在所（下新川郡朝日町山崎1877-1）
- 大家庄警察官駐在所（下新川郡朝日町大家庄634）

## 検問所
- 朝日警察検問所（下新川郡朝日町宮崎）

## 沿革
1947年12月に入善公安委員会が発足し、1948年3月7日、入善警察署が旧入善警部派出所（後に旧入善町消防本部に新築される場所）に署長以下定員9名の体制にて設置された。
1951年8月8日に入善町議会が自治体警察の廃止を決議し、同年10月1日に旧入善警察署、旧泊町警察署を廃止し、黒東地域3町15か村管轄する国家警察入善警察署を設置（泊町に警部派出所、舟見町に巡査部長派出所を設置）。1954年の警察法改正により、富山県入善警察署に改称された。その後、マイカー時代に対応するために、1974年3月30日、入膳地内から椚山地内の現在地に移転した（旧警察署跡地は、入善町の駐車場となっている）。同年4月17日には、現在の庁舎が完成した。
2024年7月1日から黒部警察署、魚津警察署とのブロック運用（新川東エリア）が導入され、署長、副署長、次長を除く警察官による3署兼務体制に移行。